# Truskolasy (województwo śląskie)
Truskolasy – wieś w Polsce położona w województwie śląskim, w powiecie kłobuckim, w gminie Wręczyca Wielka. Leży nad Pankówką, na Wyżynie Woźnicko-Wieluńskiej.
W latach 1952–1954 i 1973–1976 miejscowość była siedzibą gminy Truskolasy. W latach 1975–1998 znajdowała się w województwie częstochowskim.
Według Narodowego Spisu Powszechnego Ludności i Mieszkań z 2021 roku liczba ludności we wsi Truskolasy to 1968. Administracyjnie w jej obrębie zlokalizowane są dwa sołectwa.

## Historia
Pierwsza wzmianka o wsi pochodzi z Liber beneficiorum dioecesis Cracoviensis Jana Długosza, a kolejna z dokumentu lustracyjnego województwa krakowskiego z 1564 r.
Wieś leży w Częstochowskim Obszarze Rudonośnym. W Dębiecznej (obecnie nazwa jednej z ulic wsi) znajdowała się kopalnia rud żelaza „Czesław”. W oparciu o pobliskie złoża rud żelaza silnie rozwinęło się górnictwo i hutnictwo. Zachowane na cmentarzu żelazne krzyże z XIX wieku świadczą o wysokiej sztuce odlewniczej. W XIX stuleciu istniała w Truskolasach fabryka łyżek żelaznych. Niegdyś mieściła się tu także fabryka koronek i haftów.
W czasie I wojny światowej mieszkańcy miejscowości wzięli udział w tzw. bitwie ziemniaczanej w sąsiednim w Borze Zapilskim. 27 października 1917 roku, kiedy Niemcy zażądali dodatkowego kontyngentu od miejscowej ludności, chłopi z okolicznych wsi przybyli z widłami i kosami, aby przeciwstawić się okupantowi. Dodatkowy kontyngent oznaczałby bowiem głód dla ich rodzin oraz brak zboża i ziemniaków potrzebnych do nowych upraw. Wówczas Niemcy oddali strzały. Wiele osób (w tym także kobiety) zostało rannych, zginęło 8 mężczyzn, niektórzy od razu, niektórzy w wyniku poniesionych ran. Wszyscy zostali pochowani w zbiorowej mogile na cmentarzu w Truskolasach.  
W okresie międzywojennym stacjonowała w miejscowości placówka Straży Celnej II linii „Truskolasy”.
Znaczny odsetek ludności stanowili Żydzi (w 1921 r. 266 osób). 
1 września 1939 roku miały tu miejsce działania opóźniające przeciwko oddziałom niemieckiej 14 Dywizji Piechoty oraz części 1 Dywizji Pancernej prowadzone przez Oddział Wydzielony "Truskolasy" pod dowództwem mjr. Mariana Szulca. W skład OW "Truskolasy" wchodziły: I batalion 27 Pułku Piechoty, 1 bateria 7 Pułku Artylerii Lekkiej, 41 kompania kolarzy oraz funkcjonariusze Straży Granicznej. 
2 września samoloty PZL.23 "Karaś" wchodzące w skład 64 i 65 eskadry bombowej zbombardowały niemieckie kolumny pancerne w rejonie Truskolasów i Wręczycy. W trakcie nalotu na niemiecką kolumnę na drodze Truskolasy–Wręczyca Wielka trafiony został jeden samolot z 64 eskadry bombowej.
We wrześniu tego roku Niemcy spalili znaczną część wsi i wymordowali kilkudziesięciu mieszkańców.

## Zabytki
- Najważniejszym zabytkiem miejscowości jest drewniany kościół pw. świętego Mikołaja z I połowy XVIII wieku[8], a w nim słynący niegdyś z cudów obraz Matki Boskiej Truskolaskiej[9][10] oraz polichromia wykonana przez Stanisława Ligonia, który przebywał tu w czasie I wojny światowej. Przeprowadzono remont kościoła, którego celem było zabezpieczenie niszczejącej świątyni, a także przywrócenie jej pierwotnego stanu (m.in. pokryto ściany i dach gontami). Świątynia znajduje się na Szlaku Architektury Drewnianej (pętla częstochowska).
- Zespół cmentarza w Truskolasach, w skład którego wchodzą: cmentarz, kaplica cmentarna i ogrodzenie[8].

## Miejsca pamięci
Na terenie miejscowości znajdują się następujące miejsca pamięci:
- Tablica upamiętniająca uczestników powstania styczniowego na kaplicy cmentarnej (odsłonięta w 150 rocznicę wybuchu powstania).
- Mogiła zbiorowa uczestników tzw. "bitwy ziemniaczanej" z 1917 roku na cmentarzu parafialnym (odsłonięta w październiku 2018).
- Grób nieznanego żołnierza na cmentarzu parafialnym, w którym według inskrypcji pochowanych jest 3 nieznanych żołnierzy 3 plutonu 27 Pułku Piechoty oraz plut. pchor. Szymon Przedborski, polegli 1 września 1939 roku. Grób wpisany jest pod numerem 129/03 w Wykazie cmentarzy, kwater i grobów wojennych na terenie województwa śląskiego[11]. Wspomniany w inskrypcji Szymon Przedborski w rzeczywistości poległ 2 września na przedpolu Grabówki i tam został pochowany.
- Mogiła zbiorowa ofiar okupanta niemieckiego zamordowanych 2 września 1939 roku, na cmentarzu parafialnym.
- Obelisk poświęcony żołnierzom Oddziału Wydzielonego „Truskolasy“ mjr. Mariana Szulca, przy kościele parafialnym (odsłonięty 8 listopada 2019 roku).
- Ścieżka dydaktyczna "Szlakiem walk Oddziału Wydzielonego „Truskolasy”"; całość składająca się z 7 tablic przebiega na terenie gminy Wręczyca Wielka, dwie z tablic znajdują się na terenie miejscowości Truskolasy, trzecia na skraju lasu między Truskolasami a Wręczycą Wielką.

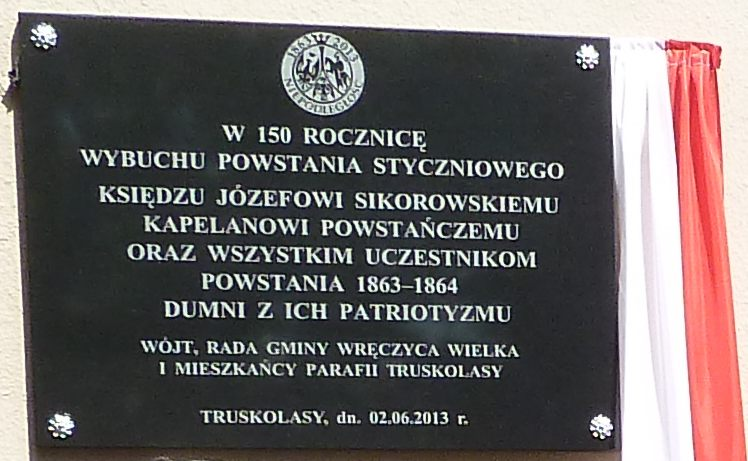
Tablica upamiętniająca uczestników powstania styczniowego
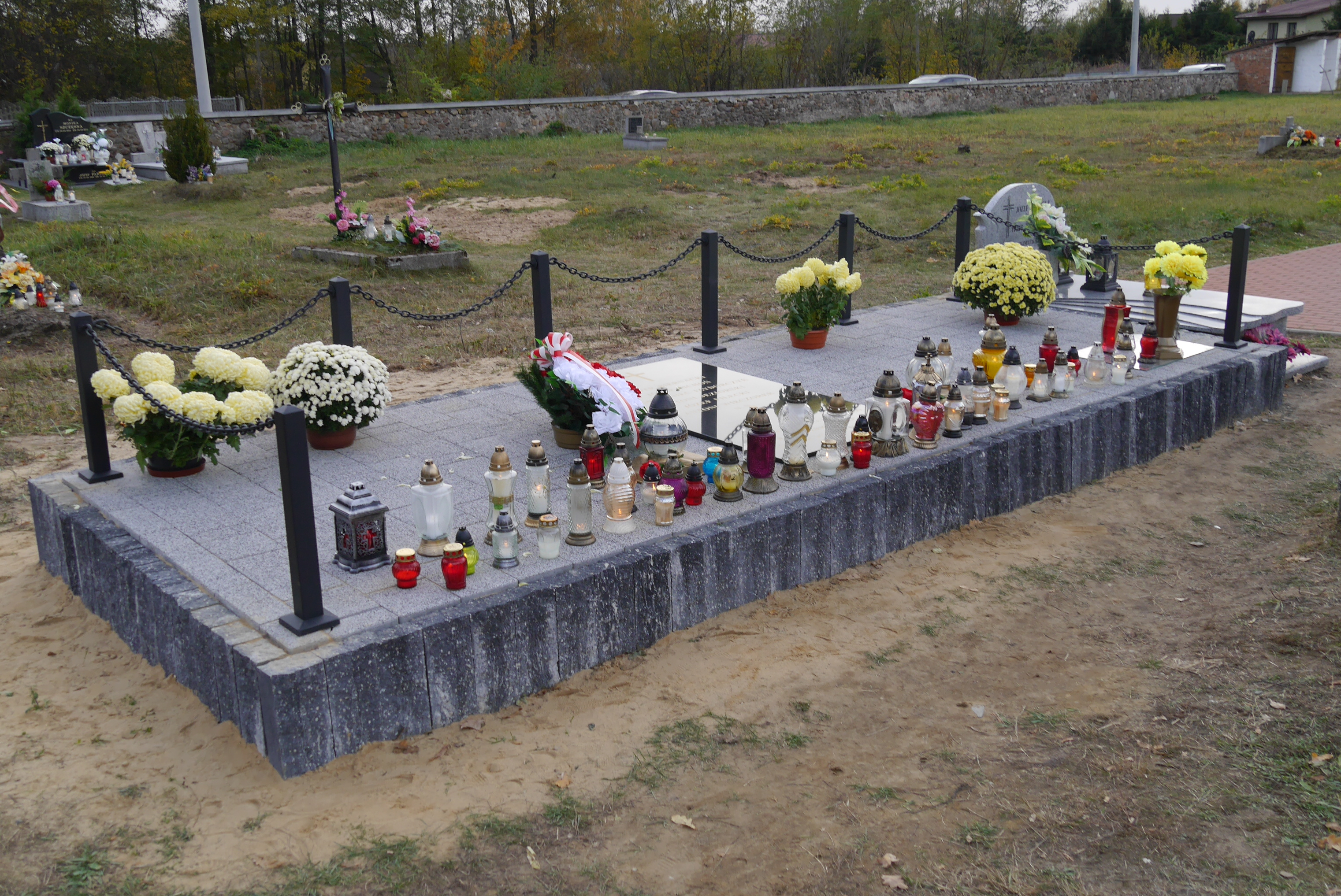
Mogiła zbiorowa uczestników tzw. "bitwy ziemniaczanej" z 1917 roku
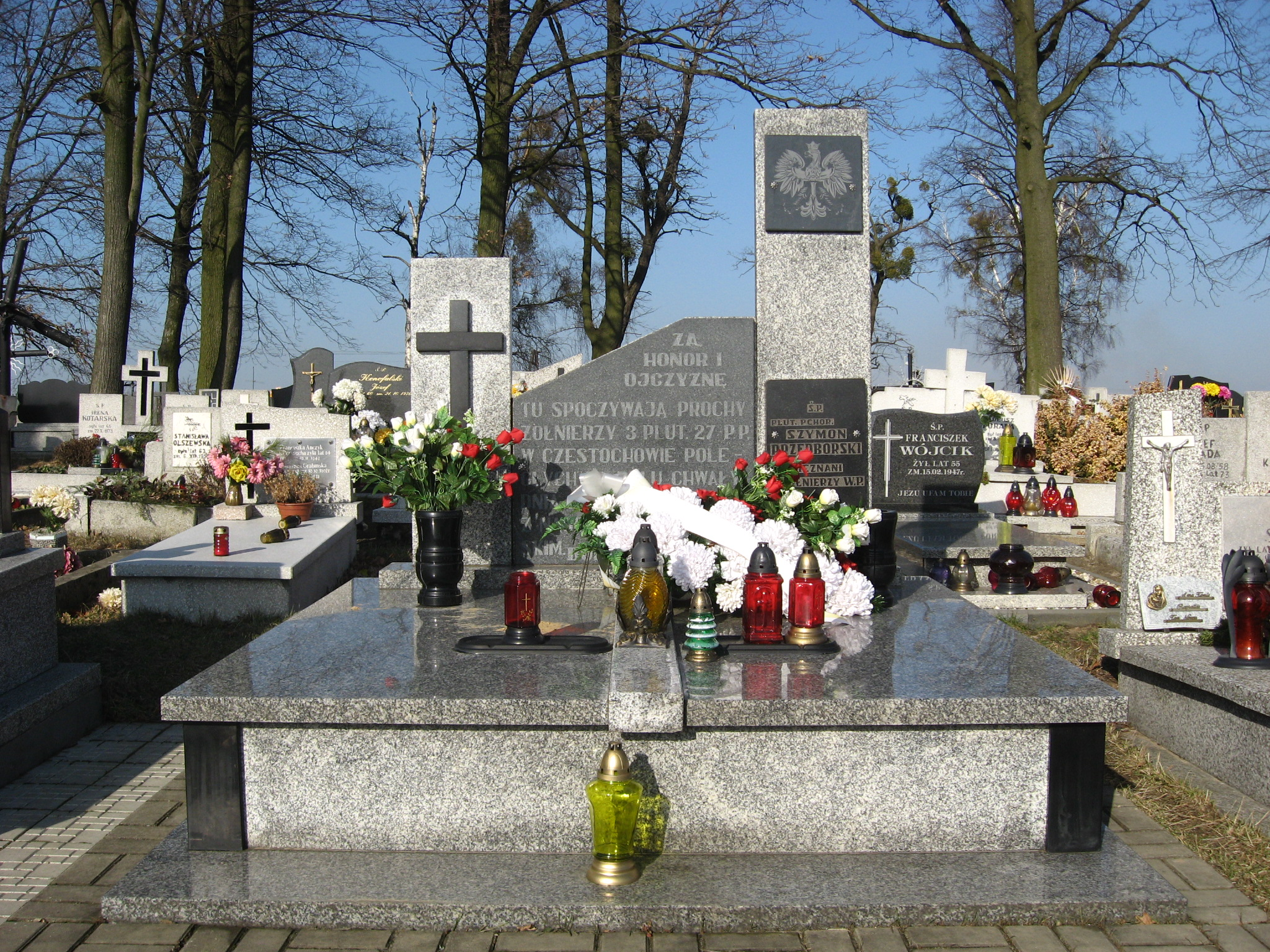
Grób nieznanego żołnierza
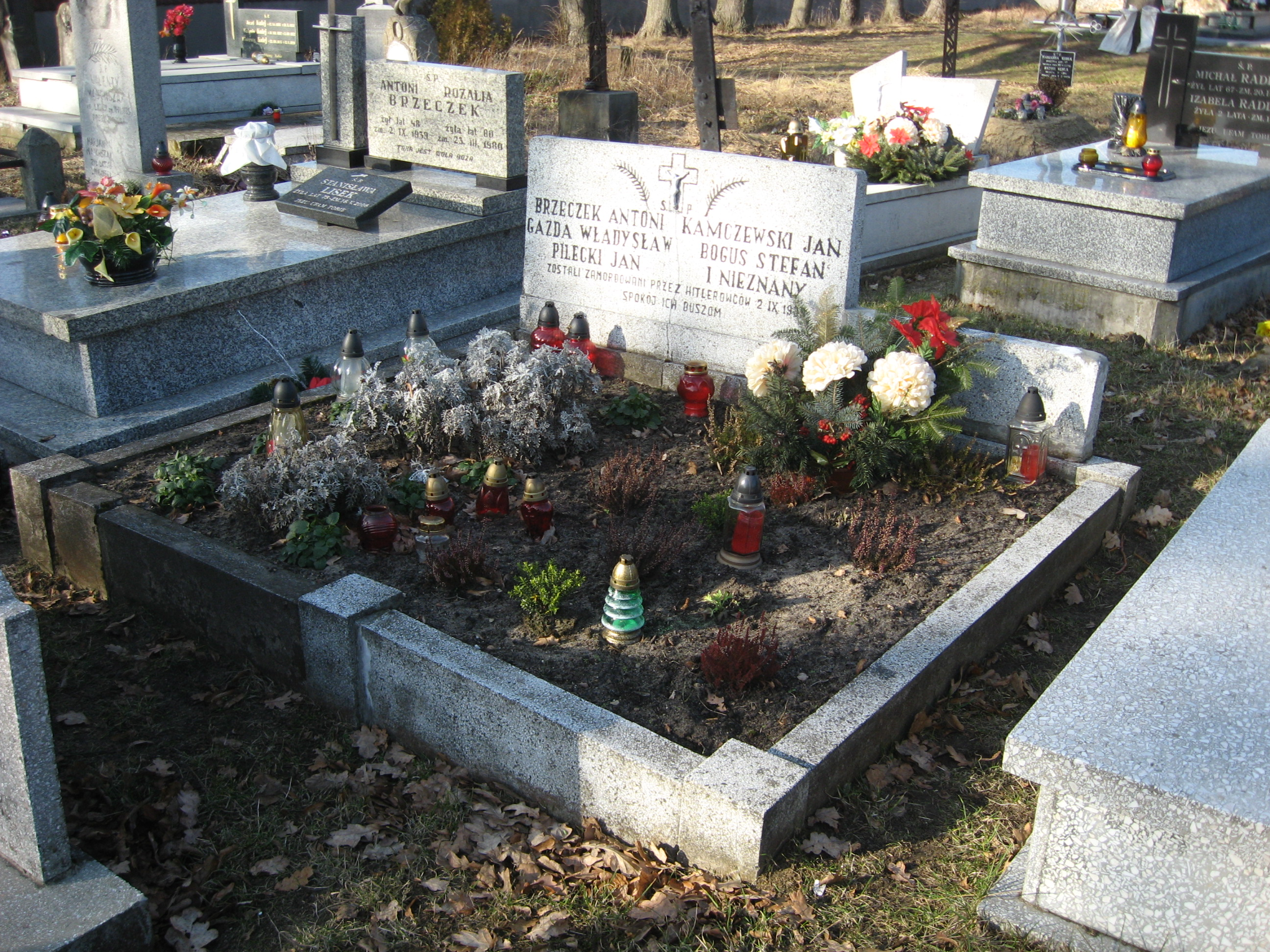
Mogiła zbiorowa ofiar września 1939
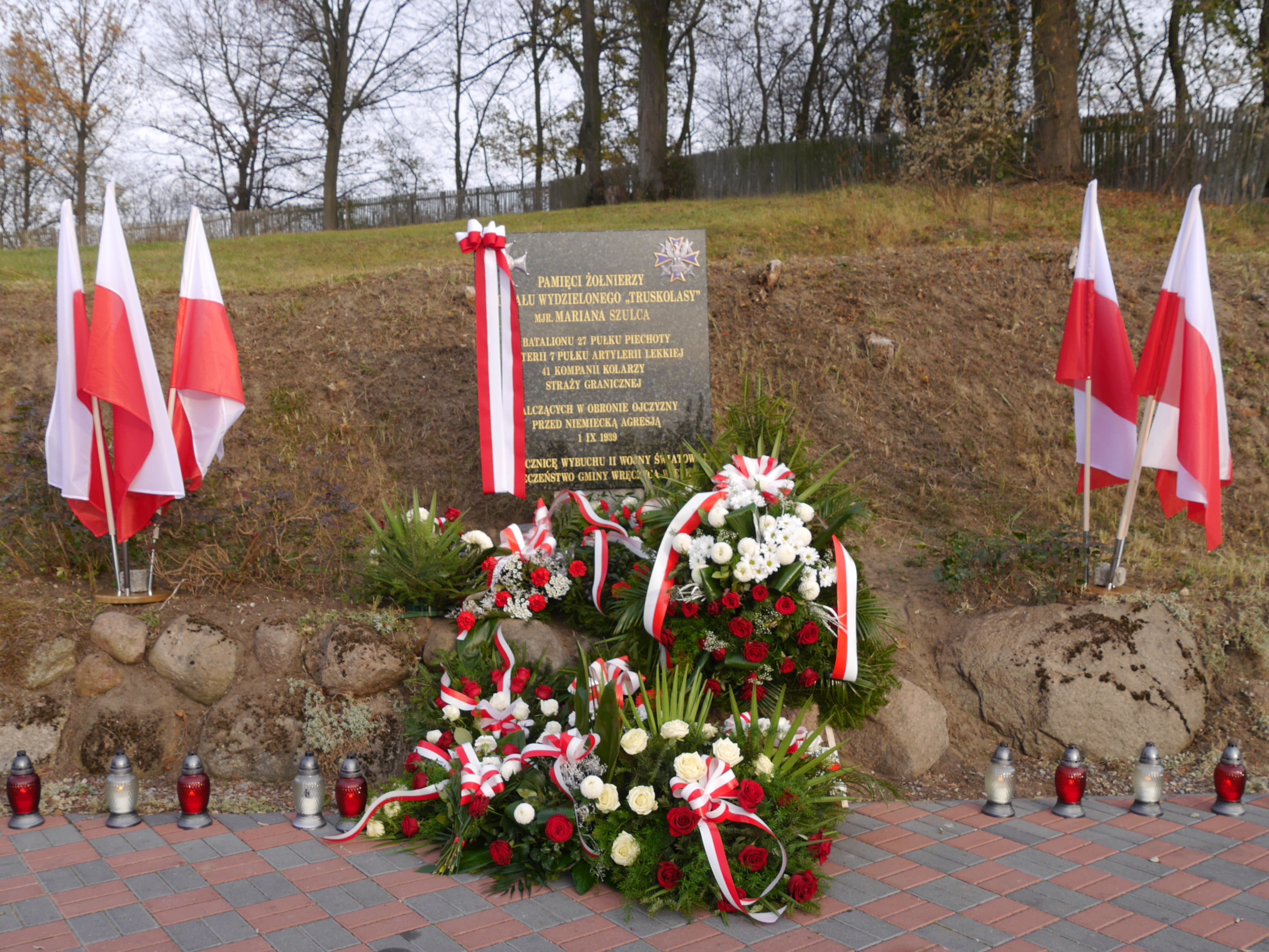
Obelisk poświęcony żołnierzom Oddziału Wydzielonego „Truskolasy“
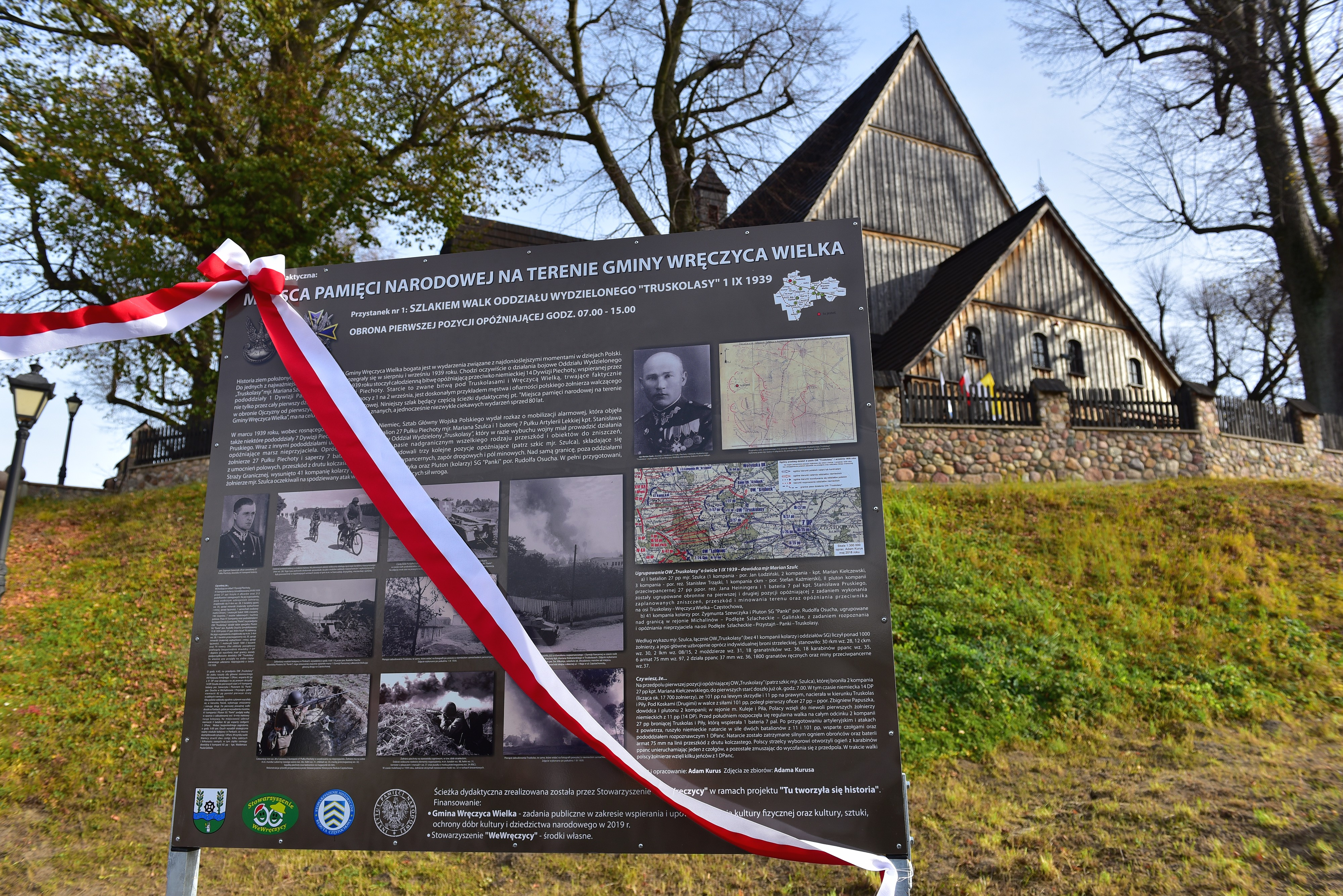
Ścieżka dydaktyczna "Szlakiem walk OW Truskolasy", tablica 1
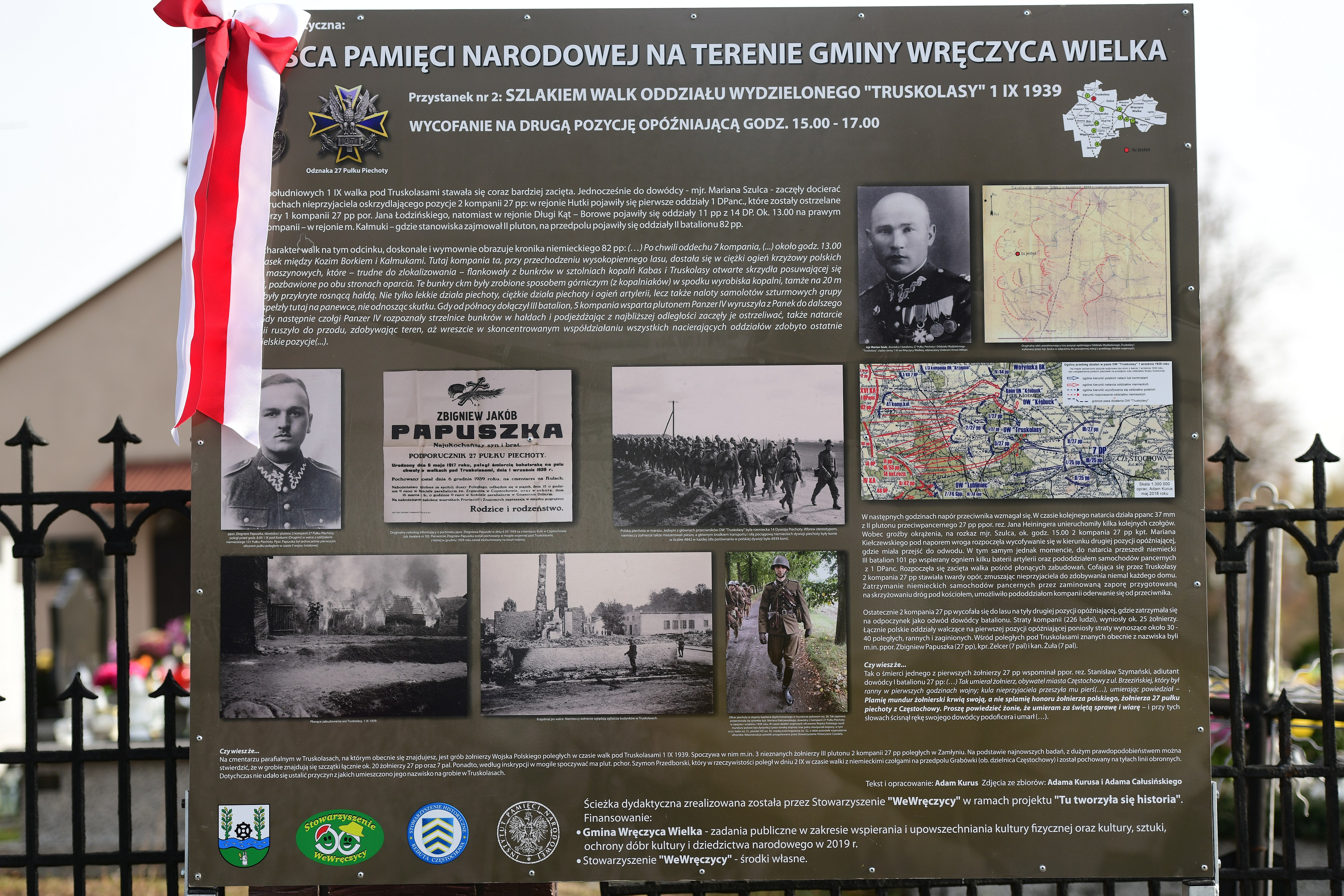
Ścieżka dydaktyczna "Szlakiem walk OW Truskolasy", tablica 2

## Transport

### Transport drogowy
Przez Truskolasy przebiega droga wojewódzka nr 494.

### Publiczny transport zbiorowy
Z Truskolas można się dostać autobusami PKS oraz przedsiębiorstwa GTV BUS m.in. do Częstochowy, Kłobucka i Przystajni.

## Edukacja
Na terenie miejscowości działają dwie placówki oświatowe:
- Przedszkole w Truskolasach
- Szkoła Podstawowa im. Stanisława Ligonia w Truskolasach

## Sport
W Truskolasach działa klub piłkarski Olimpia Truskolasy. Brał on udział w rozgrywkach IV ligi piłki nożnej, w grupie śląskiej I. Swoje spotkania drużyna Olimpii rozgrywa na stadionie przy ulicy Sportowej 2.

## Ludzie związani z miejscowością
Z Truskolas pochodzą dwaj reprezentanci kraju w piłce nożnej:
- Jerzy Brzęczek
- Jakub Błaszczykowski

W Truskolasach urodził się Jerzy Marchwiński, pianista, kameralista i pedagog, a do tutejszej szkoły podstawowej uczęszczała artystka plastyczka Karolina Lizurej.
Przez 50 lat sołtysem wsi był Ignacy Garus, najstarszy sołtys w kraju, zmarł 3 września 2007 w wieku 100 lat.